# Ernst Lorenz (Politiker, 1901)
Ernst Lorenz (* 13. März 1901 in Oggersheim, heute Ludwigshafen-Oggersheim; † 8. Mai 1980 in Ludwigshafen) war ein deutscher Gewerkschafter und Politiker (SPD).

## Leben und Beruf
Nach dem Schulbesuch absolvierte Lorenz eine Schlosserlehre in Mannheim. Er arbeitete anschließend in diesem Beruf und war seit 1920 bei der BASF in Ludwigshafen tätig. Daneben engagierte er sich gewerkschaftlich und war Vorsitzender der Gewerkschaft der Heizer und Maschinisten in Ludwigshafen. Während der Zeit des Nationalsozialismus wurde er zweimal verhaftet, zunächst 1933 und dann noch einmal nach dem missglückten Attentat vom 20. Juli 1944.
Lorenz war seit 1945 Vorsitzender des BASF-Betriebsrates, gehörte gleichzeitig dem Aufsichtsrat des Unternehmens an und arbeitete als Schlosser-Fachmeister. Er schloss sich der IG Chemie, Papier, Keramik an und war Vorsitzender der Gewerkschaft in Rheinland-Pfalz. Darüber hinaus war er Mitglied des Sachverständigenausschusses für IG-Entflechtungsfragen des Bundeswirtschaftsministeriums.

## Partei
Lorenz trat 1919 in die Freie Sozialistische Jugend (FSJ) ein und zählte im gleichen Jahr zu den Gründern der KPD in der Pfalz. 1923 wurde er aus der Partei ausgeschlossen, da er keiner kommunistischen Gewerkschaft beigetreten war. Im Anschluss wechselte er zur SPD über. Nach dem Zweiten Weltkrieg war er Mitglied im Landesvorstand der SPD Rheinland-Pfalz.

## Abgeordneter
Lorenz war von 1927 bis 1933 Ratsmitglied der Stadt Oggersheim und von 1945 bis 1964 Ratsmitglied der Stadt Ludwigshafen. Er gehörte 1946/47 der Beratenden Landesversammlung des Landes Rheinland-Pfalz an und war dann bis 1967 Mitglied des Rheinland-Pfälzischen Landtages.

## Ehrungen
- Freiherr-vom-Stein-Plakette (Rheinland-Pfalz)
- Bundesverdienstkreuz I. Klasse, 1965
- Ehrenring der Stadt Ludwigshafen am Rhein, 1971